# David Thompson
David O'Neil Thompson (Boiling Springs, 13 luglio 1954) è un ex cestista statunitense, professionista nella ABA e nella NBA. Dal 1996 è membro del Naismith Memorial Basketball Hall of Fame.
Nonostante la breve carriera, è considerato uno dei migliori giocatori della sua epoca. Ad oggi è uno dei soli dieci 
giocatori ad aver segnato 70 o più punti in una partita della NBA. Thompson era noto per la sua abilità nel saltare e per le sue schiacciate spettacolari, che gli valsero il soprannome di Skywalker.
Grande estimatore di Thompson è Michael Jordan, che l'ha scelto per la sua introduzione nel Naismith Memorial Basketball Hall of Fame avvenuta nel 2009. Jordan ha motivato la sua scelta con le seguenti parole:
(Michael Jordan)

## Carriera

### La NCAA a North Carolina State
Dopo aver frequentato la Crest Senior High School, venne reclutato da coach Norm Sloan a North Carolina State. Nel 1972-73, nel suo anno da sophomore, North Carolina State terminò la stagione imbattuta, con un record di 27-0, e vinse il titolo della ACC. Una squalifica comminata dalla NCAA impedì però all'università di Raleigh di accedere alla post season.
La stagione seguente arrivò la rivincita. Il successo nel torneo della ACC venne bissato grazie ad una storica partita contro Maryland, terminata dopo un supplementare. Questa vittoria permise l'accesso al Torneo NCAA, che si concluse con il primo titolo nazionale nella storia dell'ateneo. La finale vide North Carolina State battere Marquette 76-64. Ma la vera partita da ricordare fu la semifinale contro UCLA, che veniva da 9 titoli negli ultimi 10 anni. Proprio un tiro in sospensione di Thompson, di fronte a Bill Walton, dette la vittoria ai Wolfpack nel secondo tempo supplementare.
La squadra non riuscì a ripetersi l'anno successivo e Thompson, terminata l'avventura universitaria, era ormai pronto per passare al professionismo.
Durante la sua carriera a NC State, Thompson riuscì a battere il record di punti segnati con la maglia dei Wolfpack detenuto Sam Ranzino (1967) con 2310. Record a sua volta poi battuto da Rodney Monroe (2551).

### L'esordio da professionista nella ABA
Dopo la grande carriera al college, nel 1975 venne selezionato con la prima chiamata assoluta sia dagli Atlanta Hawks nel Draft NBA, che dai Virginia Squires nel Draft ABA. Abbastanza clamorosamente, Thompson optò per giocare nella lega meno blasonata, e finì per vestire la maglia dei Denver Nuggets, che nel frattempo avevano acquistato i suoi diritti e George Irvine in cambio di Mack Calvin, Mike Green e Jan van Breda Kolff.
Le attese non vennero deluse: segnando 26 punti a partita portò la squadra al miglior record della lega (60-24), e alla vittoria per 4-3 nella semifinale dei play-off contro i Kentucky Colonels di Artis Gilmore. La finale vide i Nuggets affrontare i New York Nets di Julius Erving. La serie si concluse in gara-6 quando, nonostante i 42 punti di Thompson, i Nets riuscirono ad aggiudicarsi partita e titolo.
Nell'ABA All-Star Game 1976 mette a segno 29 punti, venendo eletto come MVP dell'incontro.

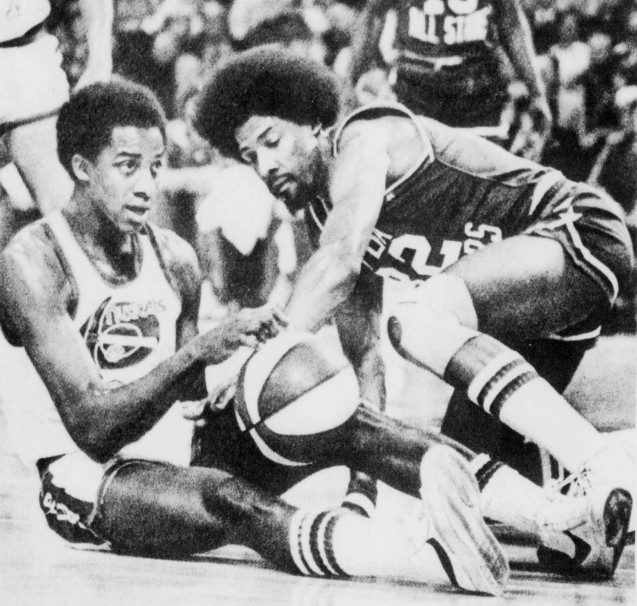
Thompson (sinistra) con Julius Erving (destra) durante l'All-Star Game 1976 dell'ABA

### La NBA
Nel 1976 i Denver Nuggets - insieme ad altre tre squadre - vennero inglobati nella NBA. Il cambio di lega non incise affatto sul rendimento di Thompson, che si piazzò al quarto posto tra i marcatori con 25,9 punti a partita e al termine della stagione venne inserito nel primo quintetto della lega. La squadra, trascinata dalle sue prestazioni, si aggiudicò sorprendentemente la Midwest Division con un record di 50-32, arrendendosi però nei play-off ai Portland Trail Blazers di Bill Walton.
Nel 1977-78, con 27,2 punti per gara, guidò i Nuggets ad un altro titolo divisionale e alla finale della Western Conference, persa contro i Seattle SuperSonics. Nonostante i 73 punti segnati nell'ultima partita di regular season contro i Detroit Pistons (secondo giocatore nella storia dell'NBA dopo Wilt Chamberlain a riuscirci, tirando solo 38 tiri senza triple, e che in seguito solo Kobe Bryant nel 2006 e Luka Doncic nel 2024 riusciranno a raggiungere), finì secondo nella classifica dei realizzatori, a soli sette centesimi di punto di distanza da George Gervin che ne metterà a segno 63: Thompson mise a segno 32 punti nel primo quarto, nuovo record di sempre che durerà solo 7 ore, superato da Gervin con 33 punti nel secondo quarto nella partita giocata in seguito lo stesso giorno.
Ognuno dei due ha segnato 58 punti nel primo tempo delle due partite.
Nel 1979 alla sua terza partecipazione agli NBA All-Star Game dopo aver segnato 25 punti, nella squadra della Western Conference, venne scelto come MVP dell'NBA All-Star Game diventando l'unico giocatore di sempre a vincere il titolo di MVP dell'All-Star Game dell'ABA e dell'NBA.
Dopo un'altra buona stagione, chiusa a 24 punti di media, un grave infortunio lo limitò a 39 partite l'anno successivo, e la squadra non disputò i play-off per la prima volta dal suo arrivo. Il recupero sorprese tutti, e nel 1980-81 Thompson si ripresentò in gran forma, segnando 25,5 punti a partita. Inaspettatamente però, nuovi problemi fisici, ma soprattutto comportamentali, costrinsero l'allenatore Doug Moe a limitarne il minutaggio e successivamente, nell'estate del 1982, a cederlo ai Seattle SuperSonics in cambio di Bill Hanzlik e di una prima scelta.

### Seattle, la droga e il declino
Dopo il trasferimento le cose parvero migliorare: tornò a segnare 15,9 punti a partita e venne convocato al suo quinto All-Star Game. Dopo poco tempo giunse però  il ricovero in un centro di riabilitazione, per problemi di droga. Tornò in campo nella stagione 1983-84, ma una caduta dalle scale in una discoteca di New York, lo Studio 54, gli provocò un serio infortunio, che lo costrinse a sottoporsi ad un'operazione chirurgica. I Sonics lo tagliarono prima dell'inizio della stagione successiva, mettendo praticamente fine alla sua carriera agonistica, a soli 30 anni di età. Un successivo tentativo di tornare in campo con gli Indiana Pacers non ebbe fortuna.

## Statistiche
| * | Primo nella lega |

### ABA-NBA

#### Regular Season
| Anno         | Squadra              | PG  | PT  | MP   | TC%  | 3P%  | TL%  | RP  | AP  | PRP | SP  | PP   |
| ------------ | -------------------- | --- | --- | ---- | ---- | ---- | ---- | --- | --- | --- | --- | ---- |
| 1975-1976    | Denver Nuggets (ABA) | 83  | -   | 37,4 | 51,5 | 15,8 | 79,4 | 6,3 | 3,7 | 1,6 | 1,2 | 26,0 |
| 1976-1977    | Denver Nuggets (NBA) | 82  | 82  | 36,6 | 50,7 |      | 76,6 | 4,1 | 4,1 | 1,4 | 0,6 | 25,9 |
| 1977-1978    | Denver Nuggets       | 80  | -   | 37,8 | 52,1 |      | 77,8 | 4,9 | 4,5 | 1,2 | 1,2 | 27,2 |
| 1978-1979    | Denver Nuggets       | 76  | -   | 35,1 | 51,2 |      | 75,3 | 3,6 | 3,0 | 0,9 | 1,1 | 24,0 |
| 1979-1980    | Denver Nuggets       | 39  | -   | 31,8 | 46,8 | 36,8 | 75,8 | 4,5 | 3,2 | 1,0 | 1,0 | 21,5 |
| 1980-1981    | Denver Nuggets       | 77  | -   | 34,0 | 50,6 | 25,6 | 79,5 | 3,7 | 3,0 | 0,7 | 0,8 | 25,5 |
| 1981-1982    | Denver Nuggets       | 61  | 5   | 20,4 | 48,6 | 28,6 | 81,4 | 2,4 | 1,9 | 0,6 | 0,5 | 14,9 |
| 1982-1983    | Seattle S.Sonics     | 75  | 64  | 28,7 | 48,1 | 20,0 | 78,4 | 3,6 | 3,0 | 0,6 | 0,4 | 15,9 |
| 1983-1984    | Seattle S.Sonics     | 19  | 0   | 18,4 | 53,9 | 0,0  | 84,9 | 2,3 | 0,7 | 0,5 | 0,7 | 12,6 |
| Carriera ABA | Carriera ABA         | 83  |     | 37,4 | 51,5 | 15,8 | 79,4 | 6,3 | 3,7 | 1,6 | 1,2 | 26,0 |
| Carriera NBA | Carriera NBA         | 509 | 151 | 32,0 | 50,4 |      | 77,8 | 3,8 | 3,2 | 0,9 | 0,8 | 22,1 |
| Carriera     | Carriera             | 592 | 151 | 32,8 | 50,5 |      | 78,1 | 4,1 | 3,3 | 1,0 | 0,9 | 22,7 |

#### Massimi in carriera
Regular Season
ABA
- Massimo di punti: 50 vs San Antonio Spurs (27 febbraio 1976)
- Massimo di rimbalzi: 14 (2 volte)
- Massimo di assist: 12 vs Spirits of St. Louis (10 dicembre 1975)
- Massimo di stoppate: 4 vs San Antonio Spurs (20 dicembre 1975)*
- Massimo di palle rubate: 4 vs San Antonio Spurs (26 dicembre 1975)*

(* tenendo conto dei dati ABA al momento disponibili)
NBA
- Massimo di punti: 73 vs Detroit Pistons (9 aprile 1978)
- Massimo di rimbalzi: 11 (2 volte)
- Massimo di assist: 12 vs Cleveland Cavaliers (7 aprile 1977)
- Massimo di stoppate: 4 (9 volte)
- Massimo di palle rubate: 5 (2 volte)

#### Play-off
| Anno         | Squadra              | PG  | PT | MP   | TC%  | 3P%  | TL%  | RP  | AP  | PRP | SP  | PP   |
| ------------ | -------------------- | --- | -- | ---- | ---- | ---- | ---- | --- | --- | --- | --- | ---- |
| 1976         | Denver Nuggets (ABA) | 13* | -  | 39,1 | 53,6 | -    | 83,8 | 6,4 | 3,0 | 1,2 | 0,4 | 26,4 |
| 1977         | Denver Nuggets (NBA) | 6   | -  | 39,5 | 46,3 |      | 67,9 | 5,2 | 4,0 | 1,5 | 0,7 | 24,7 |
| 1978         | Denver Nuggets       | 13  | -  | 37,0 | 45,0 |      | 82,5 | 4,1 | 4,0 | 0,7 | 1,6 | 25,2 |
| 1979         | Denver Nuggets       | 3   | -  | 40,7 | 55,1 |      | 72,7 | 7,0 | 4,0 | 1,3 | 0,3 | 28,0 |
| 1982         | Denver Nuggets       | 3   | -  | 22,0 | 45,5 | 33,3 | 57,1 | 3,3 | 2,0 | 0,3 | 0,0 | 11,7 |
| 1983         | Seattle S.Sonics     | 2   | -  | 32,5 | 36,0 | -    | 60,0 | 0,0 | 3,5 | 0,5 | 0,5 | 12,0 |
| Carriera ABA | Carriera ABA         | 13  | -  | 39,1 | 53,6 | 25,0 | 83,8 | 6,4 | 3,0 | 1,2 | 0,4 | 26,4 |
| Carriera NBA | Carriera NBA         | 27  | -  | 36,0 | 46,2 |      | 74,5 | 4,3 | 3,7 | 0,9 | 1,0 | 22,9 |
| Carriera     | Carriera             | 40  | -  | 37,0 | 48,5 |      | 78,2 | 5,0 | 3,5 | 1,0 | 0,8 | 24,1 |

#### Massimi in carriera
Play-off
ABA
- Massimo di punti: 42 vs New York Nets (13 maggio 1976)
- Massimo di rimbalzi: 10 vs Kentucky Colonels (28 aprile 1976)
- Massimo di assist: 5 (3 volte)

NBA
- Massimo di punti: 40 vs Portland Trail Blazers (24 aprile 1977)
- Massimo di rimbalzi: 8 (3 volte)
- Massimo di assist: 7 vs Los Angeles Lakers (15 aprile 1979)
- Massimo di stoppate: 5 vs Milwaukee Bucks (3 maggio 1978)
- Massimo di palle rubate: 6 vs Portland Trail Blazers (1 maggio 1977)

## Dopo il ritiro
Nel 1988 gli Charlotte Hornets lo assunsero come direttore delle relazioni con la comunità, ma dopo tre mesi ebbe nuovamente problemi con la droga. Dopo il recupero continuò il lavoro con gli Hornets fino al 1993.

## Palmarès
- Campione NCAA (1974)
- NCAA Final Four Most Outstanding Player (1974)
- 2 volte NCAA AP College Player of the Year (1974, 1975)
- NCAA Naismith Men's College Player of the Year Award (1975)
- 3 volte NCAA AP All-America First Team (1973, 1974, 1975)
- ABA Rookie of the Year Award (1976)
- ABA All-Rookie Team (1976)
- All-ABA Team: 1

Second Team: 1976
- All-NBA Team: 2

First Team 1977, 1978
- ABA All-Star Game: 1

1976
- NBA All-Star Game: 4

1977, 1978, 1979, 1983
- ABA All-Star Game MVP (1976)
- NBA All-Star Game MVP (1979)

(unico giocatore di sempre a vincere il premio di MVP dell'All-Star Game nelle due leghe)
- Trentacinquesimo per numero di stoppate di sempre ABA
- Il suo numero 44 è stato ritirato da North Carolina State
- Il suo numero 33 è stato ritirato dai Denver Nuggets nell'ottobre del 1992
- Nel 1996 è stato introdotto nella Basketball Hall of Fame
- ABA All-Time Team